# خانه ارغندی
خانه ارغندی مربوط به دوره قاجار است و در شهرستان عجب شیر، بخش مرکزی، دهستان دیزجرود غربی، روستای شیشوان، میدان شیشوان، کوچه قاضی واقع شده و این اثر در تاریخ ۱۶ دی ۱۳۸۷ با شمارهٔ ثبت ۲۴۳۹۷ به‌عنوان یکی از آثار ملی ایران به ثبت رسیده است.